# Округ Вестморланд (Пенсилванија)
Вестморланд (енгл. Westmoreland County) је округ у америчкој савезној држави Пенсилванија.

## Демографија
По попису из 2010. године број становника је 365.169, што је 4.824 (-1,3%) становника мање него 2000. године.
| Група             | 2000.           | 2010.           |
| Белци             | 355.944 (96,2%) | 346.111 (94,8%) |
| Афроамериканци    | 7.446 (2,0%)    | 8.562 (2,3%)    |
| Азијати           | 1.920 (0,5%)    | 2.704 (0,7%)    |
| Хиспаноамериканци | 1.869 (0,5%)    | 3.179 (0,9%)    |
| Укупно            | 369.993         | 365.169         |